# 2015 (szám)
A 2015 (római számmal: MMXV) egy természetes szám, az 5, a 13 és a 31 prímszámok szorzata.

## A szám a matematikában
A tízes számrendszerbeli 2015-ös a kettes számrendszerben 11111011111, a nyolcas számrendszerben 3737, a tizenhatos számrendszerben 7DF alakban írható fel.
A 2015 páratlan szám, összetett szám, szfenikus szám. Lucas–Carmichael-szám, tehát igaz rá, hogy minden p prímosztója n-nek esetére p+1 osztója n+1-nek.
Kanonikus alakban az 51 · 131 · 311 szorzattal, normálalakban a 2,015 · 103 szorzattal írható fel. Nyolc osztója van a természetes számok halmazán, ezek növekvő sorrendben: 1, 5, 13, 31, 65, 155, 403 és 2015.
A 2015 helyen az Euler-függvény helyettesítési értéke 1440, a Möbius-függvényé −1, a Mertens-függvényé 1.
36 különböző szám valódiosztó-összegeként áll elő, ezek közül a legkisebb a 6033.